# Erik Edin (racerbåtförare)
Ej att förväxla med författaren Erik Edin eller pingstpastor Erik Edin.
Erik Roland Edin, född 1 juli 1990 i Stockholm, är en svensk racerbåtförare och restaurangföretagare. 
Erik Edin började tävla i båtracing vid 14 års ålder i klassen S-250 och därefter i GT15 och GT30.
Han flyttade 2013 till UIM F2 World Championship, där han som bäst 2013 kom trea totalt.
Från 2017 har han tävlat i Formula 1 Powerboat World Championship. 
Erik Edin tog vid årsskiftet 2019/2020 över driften av två hamburgerrestauranger i Umeå.

## Meriter i urval
- 2019 – 12:a Formula 1 Powerboat World Championship
- 2018 - 15:e Formula 1 Powerboat World Championship
- 2017 - 20:e Formula 1 Powerboat World Championship
- 2016 – 2:a UIM F2 World Championship[3][4]
- 2015 – 6:e UIM F2 World Championship
- 2014 – 7:e UIM F2 World Championship
- 2013 – 3:e UIM F2 World Championship